# Апаранк
Апаранк (арм. Ապարանից Սուրբ Խաչ վանք, также известный как монастырь Святого Креста Апаранк) — армянский монастырский комплекс X века, располагающийся на территории современной провинции Ван Турции, недалеко от города Бахчесарай. Был разграблен курдами в 1895 году во время Гамидовской резни и превращён в сарай.  

## История
Офицер британского консульства Фрэнсис Кроу в 1897 году описал монастырь и его окрестности: 
В глухом уголке юго-восточного Хизана, граничащего с Бохтанскими горами и огибаемого одноименной рекой, лежит старинный армянский монастырь Сурб-Хач или Святой Крест, живописно расположенный на склонах Ванбир-Дага, под укрытием одной из его высочайших вершин. Монастырь, построенный в двенадцатом веке, богат пахотными и пастбищными угодьями, его кукурузными полями и лугами, покрытыми красивыми лесами, которые покрывают многие акры склона горы вплоть до края ручья у его подножия...Монастырь и его церковь очень почитаются григорианским сообществом и по важности он стоит наравне с монастырем Святого Карапета на западе Муша.
По словам Кроу, наместник-епископ покинул монастырь примерно в 1891 году из-за «бедности и неустроенности страны». За монастырём присматривал армянин, который вместе с соотечественниками из соседнего села обрабатывали примонастырские земли.   
Также Кроу рассказывает, что в 1895 году курды поселились в близлежащей деревне и принудили армян принять ислам. Затем курды сделали из монастыря сарай, а прямо в алтаре складировали пшеницу и ячмень. При этом, все ценности были разграблены, а одна часть оставшихся священных книг была уничтожена, другая «передана курдским детям для игр».   

## Устройство монастыря
Монастырь состоит из: 
- Церкви Святого Иоанна Крестителя (Сурб Карапет), построенного в 950 году и расположенного в 150 метрах к северо-западу от других зданий;

- Церкви Пресвятой Богородицы (Сурб Аствацацин), освященной в 983 году;
- Двух однонефных часовен Святого Стефана (Сурб Степаннос) и Святых Апостолов (Сурб Аракелоц);
- Фонтана, построенного в 1650 году на северной части монастырского комплекса.